# Bemidji Airlines
Bemidji Airlines ist eine US-amerikanische Fluggesellschaft mit Sitz in Bemidji, Minnesota. Das Unternehmen bietet ein Angebot an Charter- und Lufttaxiflügen innerhalb der USA an. Hauptflughafen ist der Bemidji Regional Airport, eine weitere Basis befindet sich auf dem Minneapolis-Saint Paul International Airport. Die Fluggesellschaft wurde 1946 gegründet und nahm ein Jahr später mit einer Noorduyn Norseman den Flugdienst auf.

## Flotte

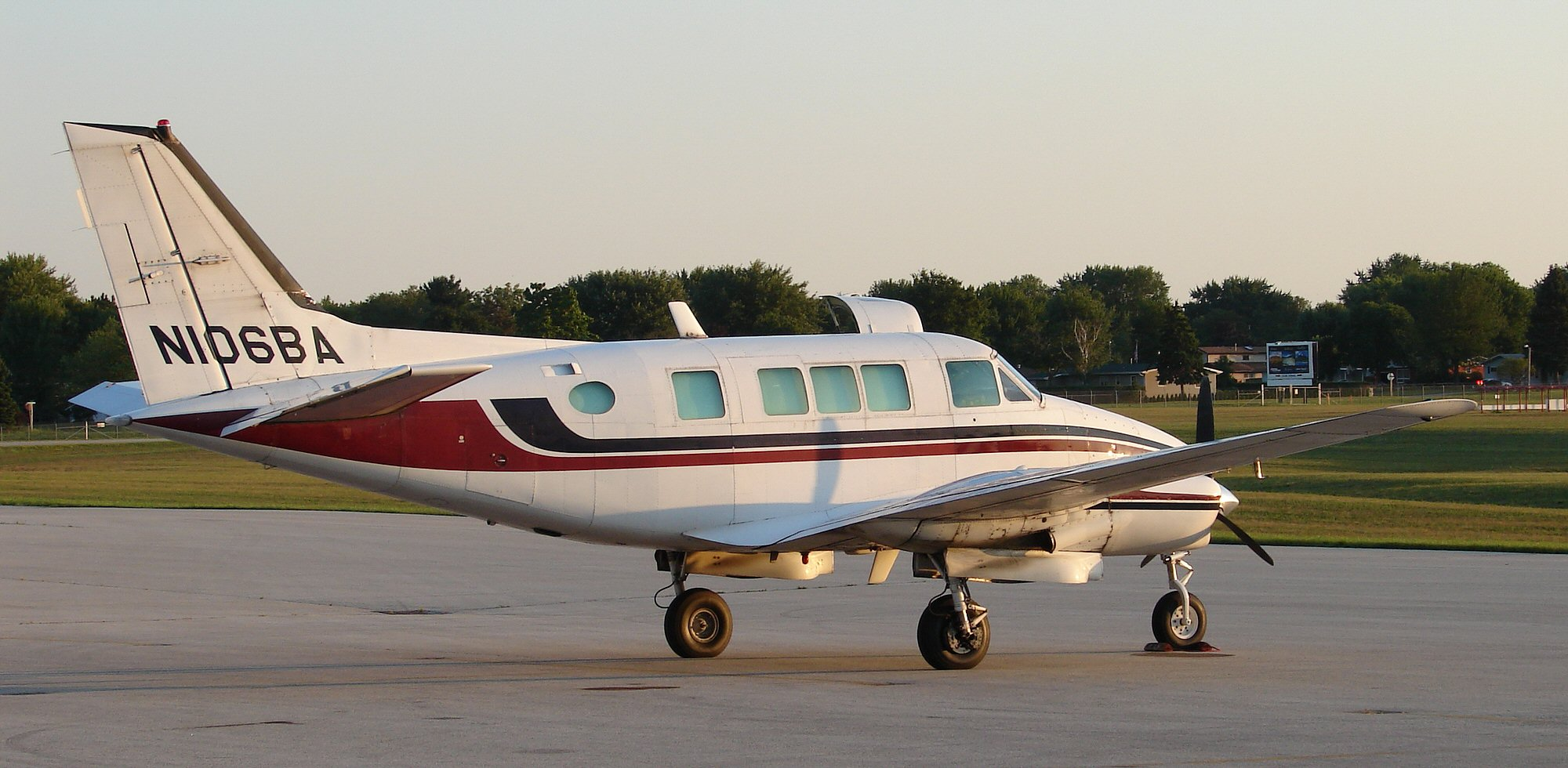
Beechcraft Queen Air der Bemidji Airlines, 2006

Die Flotte der Bemidji Airlines besteht mit Stand vom Juli 2022 aus 38 Flugzeugen.
- 1 Beechcraft Baron G58
- 9  Beechcraft Model 65 Queen Air
- 9  Beechcraft Model 65B Queen Air
- 6  Beechcraft BE-99
- 5  Beechcraft BE-C99
- 1  Beechcraft King Air BE-E90
- 2  Cessna CE-172 Skyhawk
- 1 Cessna CitationJet CE-525
- 2 Fairchild Swearingen Metro SW-227AC (METRO III/EXPEDITOR)
- 2 Fairchild Swearingen Metro SW-227AC (METRO III)